# Addio... Addio.../Lupi e pecorelle
Addio... Addio.../Lupi e pecorelle è un singolo del 1962 di Domenico Modugno.

## Descrizione
Il brano sul lato A, Addio... Addio..., è stato presentato al Festival di Sanremo 1962 nell'interpretazione dello stesso Modugno, in abbinamento con Claudio Villa, e vinse quell'edizione del Festival.
Lupi e pecorelle è un brano del 1961 tratto dalla commedia Rinaldo in campo e inserito nell'omonimo album.
In entrambe le canzoni l'orchestra è diretta dal Maestro Nello Ciangherotti; furono poi incluse nell'EP Addio... Addio.../Lupi e pecorelle/Sì sì sì/Selene.

## Tracce
LATO A
1. Addio... Addio... (testo: Franco Migliacci e Domenico Modugno – musica: Domenico Modugno)

LATO B
1. Lupi e pecorelle (testo: Pietro Garinei, Sandro Giovannini Domenico Modugno – musica: Domenico Modugno)